# Silvano Barba González
Silvano Barba González (* 29. November 1895 in Valle de Guadalupe, Jalisco; † 14. Dezember 1967) war ein mexikanischer Politiker der Partido Nacional Revolucionario (PNR), der Partido de la Revolución Mexicana (PRM) sowie der daraus hervorgegangenen Partido Revolucionario Institucional (PRI), der unter anderem zwischen 1926 und 1927 sowie erneut von 1939 bis 1943 Gouverneur des Bundesstaates Jalisco war. Er war zwischenzeitlich von 1935 bis 1936 auch Innenminister (Secretarío de Gobernación) sowie später zwischen 1952 und 1958 Mitglied des Senats (Senado de México).

## Leben

### Rechtsanwalt, Gouverneur von Jalisco und Abgeordneter
Barba González, Nachkomme einer Familie von Großgrundbesitzern, besuchte zunächst die katholische Grundschulen in Tepatitlán sowie in San Juan de los Lagos sowie die Sekundarschule in Guadalajara. Nach einem darauf folgenden Studium der Rechtswissenschaften an der Universidad de Guadalajara nahm er im Oktober 1920 eine Tätigkeit als Rechtsanwalt auf. Er engagierte sich in der Katholischen Jugendbewegung ACJM (Asociación Católica de la Juventud Mexicana) und war Mitgründer der Liberalen Partei von Jalisco (Partido Liberal Jaliciense), die er zwischen 1921 und 1924 im Stadtrat von Guadalajara vertrat. Als solcher unterstützte er José Guadalupe Zuno, der zwischen 1923 und 1926 Gouverneur von Jalisco war, und wurde von diesem 1925 zum Generalstaatsanwalt (Procurador general de Justicia) sowie Generalsekretär der Regierung dieses Bundesstaates berufen.
Am 29. Juli 1926 wurde Barba González als Nachfolger von Clemente Sepúlveda selbst kommissarischer Gouverneur von Jalisco und bekleidete das Amt bis zu seiner Ablösung durch Luis R. Castillo bis zum 28. Februar 1927. In dieser Zeit kam es zu einem Konflikt mit der katholischen Kirche, als er die Anzahl der Priester des Bundesstaates per Gesetz zu begrenzen versuchte. Bei der Parlamentswahl 1928 wurde er zum Mitglied des Abgeordnetenhauses (Cámara de Diputados) gewählt und vertrat in diesem den Wahlkreis Jalisco VIII. Während seiner Parlamentszugehörigkeit war er sowohl Mitglied der Ausschüsse für Auswärtige Angelegenheiten, für Post und Telegrafie sowie für Migration als auch zwischen 1928 und 1929 Rektor der Universidad de Guadalajara.

### Innenminister, Parteivorsitzender und Senator
Nachdem Lázaro Cárdenas del Río Vorsitzender der Nationalrevolutionären Partei PNR (Partido Nacional Revolucionario) wurde er Leiter von dessen Büro und nach der Nominierung von Cardenas zum Kandidaten der PNR für die Präsidentschaftswahl 1934 dessen Privatsekretär. Nach der Wahl von Cardenas zum Staatspräsidenten wurde Barba González 1934 zunächst Leiter der Arbeitsbehörde (Departamento de Trabajo), aus dem 1941 das Ministerium für Arbeit und soziale Fürsorge STPS (Secretaría del Trabajo y Previsión Social) entstand. Danach übernahm er am 18. Juni 1935 von Juan de Dios Bojórquez das Amt des Innenministers (Secretarío de Gobernación) und bekleidete dieses bis zum 20. August 1936, woraufhin er durch Silvestre Guerrero abgelöst wurde. Im Anschluss war er vom 20. August 1936 bis zum 2. April 1938 letzter Vorsitzender der PNR, ehe diese 1938 in Partei der mexikanischen Revolution PRM (Partido de la Revolución Mexicana) umbenannt wurde.
Am 1. März 1939 löste Barba González Miguel Guevara als Gouverneur von Jalisco ab und verblieb in dieser Funktion nunmehr bis zu seiner Ablösung durch Victor Prieto am 28. Februar 1943. Danach wurde er 1944 von Präsident Manuel Ávila Camacho zum Leiter der Behörde für Agrarangelegenheiten und Besiedlung (Departamento de Asuntos Agrarios y Colonización), aus dem 1975 das Ministerium für Agrarreformen SRA (Secretaría de la Reforma Agraria) entstand, und übte das Amt bis zum Ende von Ávila Camachos Amtszeit 1946 aus. 
Bei der Parlamentswahl 1952 wurde er zum Mitglied des Senats (Senado de México) gewählt, dem er bis 1958 angehörte und in dem er die Interessen von Jalisco vertrat. Danach war von 1958 und 1965 Leiter der Ehren- und Gerechtigkeitskommission der 1946 aus der PRM entstandenen Partei der institutionalisierten Revolution PRI (Partido Revolucionario Institucional). Zuletzt war er zwischen 1965 und seinem Tod 1967 politischer Berater von Staatspräsident Gustavo Díaz Ordaz.

## Veröffentlichungen
Neben seiner politischen Laufbahn verfasste Barba González Biografien zu den Präsidenten Lázaro Cárdenas del Río, Adolfo López Mateos, aber auch zu General Manuel Lozada sowie zu Persönlichkeiten wie Ponciano Arriaga, Andrés Molina Enríquez, Luis Cabrera Lobato und Pastor Rouaix. Zu seinen Veröffentlichungen gehören:
- Manuel Lozada, 1956
- Ponciano Arriaga, Andrés Molina Enríquez, Luis Cabrera, Pastor Rouaix, 1963
- Lazaro Cardenas, 1964
- Presidente López Mateos, 1966
- La rebelión de los cristeros, 1967

## Hintergrundliteratur
- Jesús Rodríguez Gurrola: Silvano Barba González. Apuntes de su biografía, 1987, ISBN 9-6883-2216-4.